# Траверс, Морис Уильям
Траверс (Трэверс) Моррис Уильям (англ. Morris William Travers) (24 января 1872, Кенсингтон, Лондон — 25 августа 1961, Страуд, Глостершир) — химик из Англии. Автор трудов по неорганической химии, а также химической технологии. В 1898 году, работая совместно с Уильямом Рамзаем, открыл инертные газы: неон, криптон и ксенон.

## Биография
Родился 24 января 1872 года в районе Кенсингтон (Лондон, Великобритания).
Его отец был выдающимся хирургом, одним из ранних деятелей антисептической медицины.
Молодой Морис получил хорошее образование и показал ранний интерес к наукам. Поступив в 1889 г. в университетский колледж в Лондоне, он попал под влияние сэра Уильяма Рамзая. В 1893 г. он получил степень бакалавра наук (B.S.). В 1893—1894 гг. работал в области органической химии в Университете Нанси во Франции, однако затем вернулся в колледж Лондонского университета, где начал работу над своей докторской диссертацией.
В это время Рамзай проводил исследования, которые привели к открытию в 1894 году аргона, а затем в 1895 году — гелия. Он пригласил Траверса к работам по определению свойств новых элементов. В 1895—1900 гг. Траверс работал с Рамзаем, производя поиски ещё не открытых инертных газов, которые должны были существовать согласно периодической системе химических элементов.
В мае 1898 г., при помощи фракционной перегонки жидкого воздуха, Траверс совместно с Рамзаем выделили криптон, а затем, спустя несколько дней, изучая большие объёмы аргона, обнаружили следы неона. Исследуя остатки сжиженного воздуха, из которых были выделены эти новые элементы, они обнаружили ещё один тяжёлый инертный газ, который был назван ксеноном. Новые элементы были идентифицированы пропусканием электрического тока через трубки, содержащие эти газы, и анализом их спектра излучения. Открытие новых элементов — криптона, неона и ксенона — эти исследователи произвели на протяжении 42 дней.
Траверс получил степень доктора в 1898 году и продолжал работать в области криогенных исследований в Университетском колледже Лондона до 1903 года. С 1904 г. — профессор Университетского колледжа в Бристоле.
В 1906—1914 гг. Траверс работал в Индии, участвуя в создании Индийского института науки (англ. Indian Institute of Science) в Бангалоре. Он вернулся в Англию в 1915 году, и во время Первой мировой войны работал в одной из фирм, производящих стеклянную научную посуду и боеприпасы. В 1920 г. Траверс основал свою фирму по производству печей стеклоплавильного и другого назначения, разрабатывал конструкции печей, а также холодильных установок для получения жидкого аргона. Оставался в химической отрасли на различных должностях до 1927 г.
В 1927—1937 гг., будучи почётным профессором и научным сотрудником, преподавал в Университетском колледже в Бристоле.
Вышел на пенсию в 1937 г., а в 1940—1945 гг. консультировал Министерство снабжения Великобритании по взрывчатым веществам.
С 1905 г. — член Лондонского королевского общества по развитию знаний о природе. В 1936—1938 гг. — президент Фарадеевского общества. Один из основателей Института топлива.
На протяжении своей научной карьеры, Траверс производил изучение структуры бороводородов (гидридов бора), разрабатывал процессы получения водяного газа и газификации угля, с 1927 г. изучал механизм пиролиза паров органических соединений, включая углеводороды.
В 1956 г., в 84-летнем возрасте, Траверс написал яркую и эрудированную биографию своего раннего наставника У. Рамзая (The life of Sir William Ramsay). Траверс умер 25 августа 1961 г. в своём доме в г. Страуд, Глостершир, в возрасте 89 лет.

## Сочинения
- Travers, Morris W. (1928). The Discovery of the Rare Gases («Открытие редких газов»). London: E. Arnold & Co.

## Публикации
Список публикаций (неполный):
- 1893. The preparation of acetylene from calcium carbide. Proc. Chem. Soc. p. 15.
- 1894. Metallic derivatives of acetylene. I. Mercuric acetylide. Trans. Chem. Soc. p. 264.
- 1895. (With W. Ramsay and J. Norman Collie) Helium, a constituent of certain minerals. Trans. Chem. Soc. p. 684.
- 1896—1897. Some experiments on helium. Proc. Roy. Soc. 60,449.
- 1898. The origin of the gases evolved on heating mineral substances, meteorites, etc. Proc. Roy. Soc. 64, 130.
- 1898. (With W. Ramsay) n a new constituent of atmospheric air [Krypton]. Proc. Roy. Soc. 63,405.
- 1901. The liquefaction of hydrogen. Phil. Mag. (6), 1,41 1.
- 1915. (With N. M. Gupta and R. C. Ray.) Some compounds of boron, hydrogen and oxygen. London: H. K. Lewis & Co. Ltd.
- 1918. On the firing of glass pots. Trans. Soc. Glass Tech. 2, 170.
- 1928. The complete gasification of coal for towns' gas. Trans. Soc. Chem. Ind. p. 203.
- 1934. On a new view of the covalent bond, and the formation of free radicals. Trans. Faraday Soc. 30, 100.
- 1956. The life of Sir William Ramsay. London: Arnold.